# Eupithecia sylpharia
Eupithecia sylpharia är en fjärilsart som beskrevs av W. Warren 1902. Eupithecia sylpharia ingår i släktet Eupithecia och familjen mätare. Inga underarter finns listade i Catalogue of Life.